# Nodaway County
Nodaway County är ett administrativt område i delstaten Missouri, USA, med 23 370 invånare. Den administrativa huvudorten (county seat) är Maryville.

## Geografi
Enligt United States Census Bureau har countyt en total area på 2 273 km². 2 270 km² av den arean är land och 3 km² är vatten.

### Angränsande countyn
- Page County, Iowa - nordväst
- Taylor County, Iowa - norr
- Worth County - nordost
- Gentry County - sydost
- Andrew County - söder
- Holt County - sydväst
- Atchison County - väst

## Orter
- Graham
- Maryville (huvudort)